# القشعة (مسورة)

تعديل مصدري - تعديل

القشعة هي إحدى قرى عزلة دثران ال علوي بمديرية مسورة التابعة لمحافظة البيضاء، بلغ تعداد سكانها 115 نسمة حسب تعداد اليمن لعام 2004.